# يوم الاستقلال: عودة
يوم الاستقلال: عودة (بالإنجليزية: Independence Day :Resurgence)‏ هو فيلم أمريكي صادر يوم 24 يونيو 2016 من إخراج رولان إيميريش وبطولة ليام هيمسورث وجيف غولدبلوم وهو استكمال لفيلم يوم الاستقلال عام 1996.

## القصة
بعد عشرين عاما تعافى المجتمع الدولي من الغزو الأجنبي المدمر الذي قتل أكثر من ثلاثة مليارات شخص، وقد انشاءت الأمم المتحدة ESD =(الدفاع الفضاء الأرض)، وهو برنامج الدفاع والبحوث العالمي الموحد، التي تعد بمثابة نظام للإنذار المبكر للأرض لتهديدات من خارج الأرض بالإضافة إلى تطوير وتطبيق العلم والتكنولوجيا. استخدامات قوات الدفاع الرئيسية هو انقاذ التكنولوجيا من بقايا قوات الأجنبية، مع قوات عسكرية عن طريق إنشاء قواعد سطح القمر في كلاً المريخ، وريا(ريا هو ثاني أكبر قمر لزحل والقمر تاسع أكبر في النظام الشمس)، في حين أن المنطقة 51 أصبحت مقر ESD.

## وصلات خارجية
- الموقع الرسمي
- يوم الاستقلال: عودة على موقع IMDb (الإنجليزية)
- يوم الاستقلال: عودة على موقع ميتاكريتيك (الإنجليزية)
- يوم الاستقلال: عودة على موقع روتن توميتوز (الإنجليزية)
- يوم الاستقلال: عودة على موقع نتفليكس (الإنجليزية)
- يوم الاستقلال: عودة على موقع قاعدة بيانات الأفلام العربية
- يوم الاستقلال: عودة على موقع ألو سيني (الفرنسية)
- يوم الاستقلال: عودة على موقع Turner Classic Movies (الإنجليزية)
- يوم الاستقلال: عودة على موقع أول موفي (الإنجليزية)
- يوم الاستقلال: عودة على موقع بوكس أوفيس موجو (الإنجليزية)
- يوم الاستقلال: عودة على موقع فيلمافينيتي (الإسبانية)